# Marc Hecker
Marc Hecker, né le 11 mai 1981 à Strasbourg, est un chercheur français intervenant sur les questions de terrorisme et de radicalisation.

## Biographie
Originaire d'Alsace, Marc Hecker suit des études à Sciences Po Strasbourg avant de partir à Paris dans le but d'y obtenir un diplôme d'études approfondies (DEA) en relations internationales de l'université Panthéon-Sorbonne. Une fois ce dernier en poche, il effectue un stage à l'Institut français des relations internationales (Ifri) à l'issue duquel il s'inscrit en doctorat. Il bénéficie alors d'une convention industrielle de formation par la recherche (CIFRE) entre lui-même, l'université Panthéon-Sorbonne et l'Ifri pour lequel il continue à travailler, notamment sur les questions de communication pendant les conflits dans le cadre de contrats avec le ministère de la Défense.
Le 9 avril 2010, il soutient sa thèse intitulée « Les acteurs transnationaux face à l'État : l'exemple du militantisme en France lié au conflit israélo-palestinien. ». Il reçoit les félicitations du jury composé de son directeur de thèse Yves Déloye des rapporteurs Frédéric Charillon et Samy Cohen et des examinateurs Dominique David et Jean Klein.  
Le 22 juin 2021, il reçoit le Prix du Livre de Géopolitique des mains du ministre des Affaires étrangères, Jean-Yves Le Drian, pour son ouvrage La guerre de vingt ans, co-écrit avec Elie Tenenbaum,. L'année suivante, le livre est réédité pour tenir compte de nouveaux développements géostratégiques comme la prise de Kaboul par les taliban et la restauration de l'émirat islamique d'Afghanistan.
Le 2 février 2023, il est nommé au Conseil scientifique sur les processus de radicalisation (COSPRAD), en même temps que Julien Longhi, Hugo Micheron et Bernard Rougier, qui est reconduit à son poste au sein de cette instance.

## Publications

### Livres
- Marc Hecker (préf. Jean-Claude Guillebaud et Alain Gresh), La presse francaise et la première guerre du Golfe, Paris, L'Harmattan, coll. « Inter-National », 1er décembre 2003, 164 p. (ISBN 2-7475-5407-4 et 978-2-7475-5407-7, OCLC 417647749)
- Marc Hecker (préf. Michel Gurfinkiel), La défense des intérêts de l'État d'Israël en France, Paris, L'Harmattan, coll. « Inter-National », 16 novembre 2005, 124 p. (ISBN 2-7475-9228-6 et 978-2-7475-9228-4, OCLC 63165059)
- Marc Hecker, Intifada Française ? : De l'importation du conflit israélo-palestinien, Paris, Ellipses, 10 avril 2012, 506 p. (ISBN 978-2-7298-7259-5 et 2-7298-7259-0, OCLC 80083467)
- Marc Hecker et Élie Tenenbaum, La Guerre de vingt ans : Djihadisme et contre-terrorisme au XXIe siècle, Paris, Robert Laffont, coll. « Arion », 25 août 2022, 2e éd. (1re éd. 2021), 461 p. (ISBN 978-2-221-26419-5, OCLC 1347231434)